# Ghana na Zimowych Igrzyskach Olimpijskich 2010

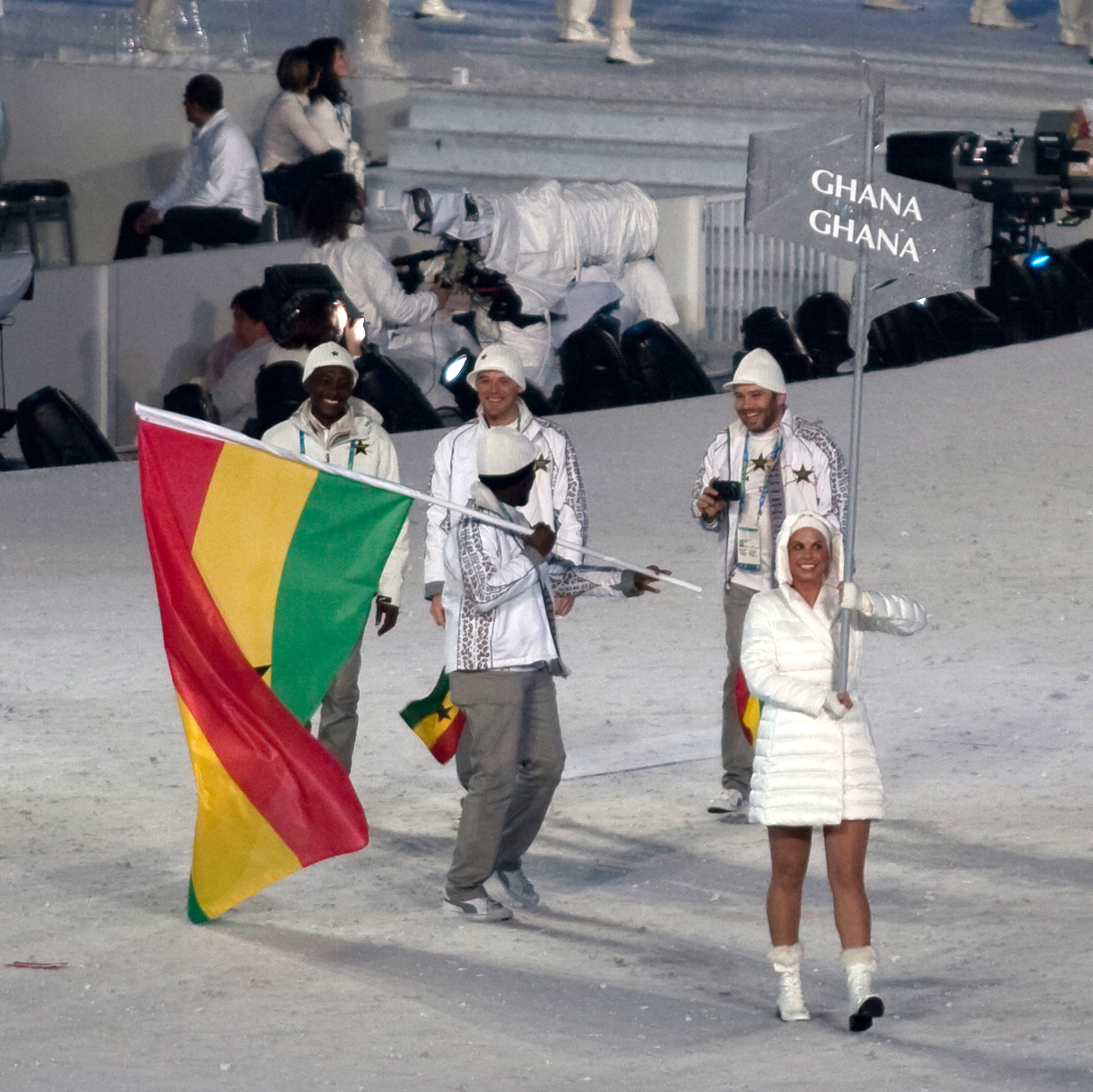
Reprezentacja Ghany podczas uroczystości otwarcia igrzysk

Ghanę na Zimowych Igrzyskach Olimpijskich 2010 reprezentował jeden zawodnik. Był to pierwszy start Ghany na zimowych igrzyskach olimpijskich.

## Narciarstwo alpejskie
Mężczyźni
| Zawodnik                 | Konkurencja       | Konkurencja      | Konkurencja       | Konkurencja      | Konkurencja      | Konkurencja      |
| Zawodnik                 | Slalom specjalny  | Slalom specjalny | Slalom specjalny  | Slalom specjalny | Slalom specjalny | Slalom specjalny |
| Zawodnik                 | Czas 1. przejazdu | Pozycja          | Czas 2. przejazdu | Pozycja          | Czas łączny      | Pozycja          |
| ------------------------ | ----------------- | ---------------- | ----------------- | ---------------- | ---------------- | ---------------- |
| Kwame Nkrumah-Acheampong | 1:09,08           | 53.              | 1:13,52           | 48.              | 2:22,60          | 47.              |